# Hahhum
Hahhum was een stad op de grens van Anatolië en Syrië in de tijd van het Oud-Assyrische Rijk (20e -18e eeuw v.Chr.). 
Hahhum had een karum. De stad wordt zowel in bronnen van Oud-Assyrië, het Hettitische Rijk of die van Mari genoemd. Het was gelegen bij een oversteekplaats met een veerdienst over de Eufraat in zuidoost Turkije. Er is wel verondersteld dat het overeenkomt met het moderne Samsat of Lidar Höyük. De precieze plek is niet bekend en de hele streek is nu onder water vanwege de Atatürkdam. In de tijd van Kaneš was Hahhum een belangrijke stad, een van de vier belangrijkste handelsposten van het Oud-Assyrische Rijk, samen met Kaneš, Purušhaddum en Durhumit. Het was een soort grensplaats tussen Anatolië en Syrië, een plek ook waar karavanen geopend konden worden en opgedeeld in kleinere eenheden. Reisvergoedingen werden vaak in twee delen berekend: van Assur naar Hahhum en van Hahhum naar Kaneš of een andere eindbestemming.
Volgens een verdrag dat gevonden is in de vroege 1b laag van Kültepe hadden de autoriteiten van Hahhum een verdrag met Assur waarin zij verzekerden dat er geen administratieve besluiten genomen zouden worden tegen Assyriërs of het karum zelf en dat er geen willekeurige oordelen uitgesproken zouden worden. De stad had dus wel een eigen regering met een eigen koning, maar de rechtszekerheid van de Assyrische handelaren moest wel gegarandeerd worden. Uit brieven uit de latere laag 2 blijkt dat Hahhum zich niet altijd hield aan de afspraken en dat Assur zich zorgen maakte over de "bloedige daden" die daar gepleegd waren. Wat er daarna gebeurde, is niet bekend.
In latere tijden werd Hahhum (of ook: Hahha) aangevallen door de Hettitische koning Hattusili I die daarvoor de steun van koning Tuniya van Tikunani vroeg, waarschijnlijk een buurland van Hahhum. Hahhum verdedigde zich verwoed, maar de Hattieten legde de stad in de as en spanden de koning van Hahhum voor een wagen als trekdier.